# La fata delle nevi
La fata delle nevi (ゆき?, Yuki) è un film anime del 1981 diretto da Tadashi Imai. Pellicola prodotta da Mushi Production e Nikkatsu, tratta dall'omonimo romanzo per ragazzi del 1969 di Ryūsuke Saitō.

## Trama
Yuki è uno spirito della neve tredicenne che vive in cielo assieme ai nonni Junjii e Banbaa (suoi genitori nella versione originale), che fanno cadere la neve sulla Terra. Junjii dà alla fanciulla il compito di scendere sulla Terra per un anno per sterminare il male, ma qualora fallisse verrà trasformata in un vento nero.
Durante il periodo Muromachi Yuki scende in un villaggio che è vittima di banditi, dove fa amicizia con un gruppo di ragazzi mendicanti. La ragazza cavalca Blizzard (Fubuki), un cavallo bianco inviato dal cielo, e sconfigge con l'aiuto dei suoi amici prima i banditi e poi un esercito di samurai.
Dopo aver superato queste prove, Yuki deve affrontare il Dio demonio (Shinjin-sama) insito nell'animo degli uomini. La fanciulla salva i suoi amici e la gente della Terra decidendo di sacrificarsi per loro, e Junjii scaglia una bufera di neve che distrugge il demone. Compiuta la missione, Yuki torna in cielo dai nonni assieme a Blizzard.

## Produzione
Basandosi sul testo originale di Ryūsuke Saitō, autore di letteratura per l'infanzia, il regista Tadashi Imai si cimenta per la prima volta con il cinema d'animazione.  Alla lavorazione ha inoltre partecipato in qualità di character designer Tetsuya Chiba, mangaka autore di Rocky Joe. Alla richiesta di Imai di disegnare "una ragazza dal naso piccolo e gli occhi freddi", Chiba rispose "cercando di cambiare un po' il mio stile da ciò che avevo fatto prima e aggiungendo il mio tocco".

## Colonna sonora
1. Yuki (ゆき?), cantata da Sumiko Yamagata
2. Hana no Haru (ハナの春?, Gekogeko Songu, lett. "La primavera di Hana"), cantata da Sumiko Yamagata

## Distribuzione
Il film è stato distribuito nelle sale in Giappone il 9 agosto 1981. In Italia è stato trasmesso in prima visione da Italia 1 in due parti il 27 e il 28 dicembre 1982.